# Jan Śliwa (polityk)
Jan Śliwa (ur. 13 grudnia 1921 w Kruszach, zm. 11 marca 1992 w Wołominie) – polski rolnik i polityk, poseł na Sejm PRL III i IV kadencji.

## Życiorys
Syn Stanisława i Marii z domu Kosowskiej. Uzyskał wykształcenie zasadnicze zawodowe, z zawodu rolnik. W 1936 wstąpił do Związku Młodzieży Wiejskiej RP „Wici” w Wacynie. W latach 1937–1339 należał do Centralnego Związku Młodej Wsi „Siew”. W czasie okupacji niemieckiej należał do Batalionów Chłopskich. Po wyzwoleniu wstąpił do Polskiego Stronnictwa Ludowego, a następnie do Stronnictwa Ludowego i Zjednoczonego Stronnictwa Ludowego. W ZSL był sekretarzem i prezesem powiatowego komitetu w Wołominie oraz członkiem Naczelnego Komitetu, ukończył Centralną Szkołę ZSL.
W 1948 został zastępcą wójta w gminie Klembów. Pełnił mandat radnego powiatowej rady narodowej w Radzyminie i Wołominie oraz przewodniczącego prezydium gromadzkiej rady narodowej w Kruszach. W 1961 i 1965 uzyskiwał mandat posła na Sejm PRL w okręgu Otwock. W trakcie III kadencji zasidał w Komisji Przemysłu Ciężkiego, Chemicznego i Górnictwa, a przez dwie w Komisji Rolnictwa i Przemysłu Spożywczego.
Jest pochowany na cmentarzu parafialnym w Kobyłce.

## Odznaczenia
- Krzyż Kawalerski Orderu Odrodzenia Polski
- Złoty Krzyż Zasługi
- Srebrny Krzyż Zasługi
- Krzyż Partyzancki
- Odznaka 1000-lecia Państwa Polskiego[2]